# Deus Nos Acuda
Deus Nos Acuda é uma telenovela brasileira produzida e exibida pela TV Globo de 31 de agosto de 1992 a 26 de março de 1993, em 178 capítulos. Substituiu Perigosas Peruas e foi substituída por O Mapa da Mina, sendo a 47ª "novela das sete" exibida pela emissora.
Escrita por Silvio de Abreu, com a colaboração de Alcides Nogueira e Maria Adelaide Amaral, foi dirigida por Jorge Fernando, Marcelo Travesso e Rogério Gomes. Teve direção geral e núcleo também de Jorge Fernando.
Contou com as participações de Glória Menezes, Francisco Cuoco, Marieta Severo, Cláudia Raia, Edson Celulari, Dercy Gonçalves, Cláudio Correia e Castro e Jorge Dória.

## Enredo
No Céu, Celestina é o anjo responsável pelo Brasil. Ao ouvir de Deus a ameaça de ser mandada para o país que deveria tirar do caos, ela pede o auxílio do anjo Gabriel. Este convence o Todo-Poderoso a deixar Celestina ficar no céu por mais seis meses, mas com uma condição: sem desrespeitar o livre-arbítrio que todo ser humano deve ter, ela teria de modificar um cidadão brasileiro, tornando-o honesto e bom-caráter.
Através de um televisor, onde é possível vigiar todos os brasileiros, Celestina, então, escolhe aleatoriamente a bela Maria Escandalosa, filha de Tomás, uma dupla de trambiqueiros do Santos. Convencida de que poderia transformar o caráter de Maria, Celestina passa por cima das leis divinas e passa a zelar pela vida da jovem na Terra. No entanto, a trambiqueira não sabe que é objeto de atenção divina, e muito menos que é vigiada dia e noite.
Maria se envolve com o playboy Ricardo Bismark. Ele é o filho mais velho de Otto Bismark, um milionário apelidado de Barba Azul, por ser suspeito de matar suas duas ex-mulheres: a primeira, Felícia, era mãe de Ricardo e irmã de Félix; a segunda, Eugênia, era a mãe de Igor, Ully e Yeda. Há várias tentativas de apurar acusações contra Otto e, além de Ricardo, a socialite Baby Bueno, irmã de Eugênia, é a principal pessoa a querer 
colocá-lo na cadeia. O ódio mútuo que ambos sentem um pelo acaba se transformando em um amor avassalador, o que deixa Baby ainda mais confusa. Ele tem Félix como aliado, mas precisa enfrentar uma oponente de peso: Elvira, mulher misteriosa e secretária de Otto, que, além de fiel, é apaixonada por ele. Ao longo da trama, Elvira se revela uma mulher perigosa, capaz de tudo para se casar com Otto e se tornar a nova senhora Bismark, chantageando-o para isso. No entanto, o misterioso Danilo surge em sua vida disposto a impedir todas as suas maldades. Danilo é o "anjo exterminador" que assume a identidade do irmão falecido de Elvira - que ela não via desde criança - para detê-la. No entanto, enquanto tenta cumprir sua missão, acaba se apaixonando por Valquíria, a tímida e nerd filha de Baby.
O autor Sílvio de Abreu ainda trouxe de volta a personagem Dona Armênia, de Rainha da Sucata, nessa trama. Após enviuvar de Seu Moreiras, a fofoqueira vai morar em Santos e se torna dona de um prédio, localizado na zona portuária da cidade, onde Maria e Tomás moram. Também moram no prédio os irmãos Paco - apaixonado por Maria - e Laureta, a prostituta Gilda e sua colega de apartamento Clarisse, e os quatro amigos que dividem aluguel: Hugo, Igor, Zelito e seu irmão Jasão. Rígida com os inquilinos e adorando se intrometer na vida deles, Dona Armênia enlouquece a todos, até o retorno de suas três "filhinhas" Gérson, Gera e Gino, que acabam voltando a morar com a mãe, mas para surpresa de todos, Gino volta da Europa travestido de "Gina". Em Santos, também vive o perigoso Quaresma, dono de uma boate, que vive a explorar suas funcionárias, entre elas Gilda, que acaba encontrando o amor nos braços de Félix, um homem bem mais velho que ela.
No decorrer da trama, um grande mistério passou a girar em torno da identidade do Leão, o líder de uma organização criminosa e mandante de vários golpes milionários. Além de Otto, Elvira, Danilo e Quaresma, o casal Heitor e Kelly Garcia são os principais suspeitos.

## Elenco
| Interprete               | Personagem                                  |
| ------------------------ | ------------------------------------------- |
| Glória Menezes           | Bárbara Silveira Bueno Bismark (Baby Bueno) |
| Cláudia Raia             | Maria Rodrigues (Maria Escandalosa)         |
| Edson Celulari           | Ricardo Goulart Bismark                     |
| Francisco Cuoco          | Otto Bismark                                |
| Marieta Severo           | Elvira Ferreira Bismark                     |
| Dercy Gonçalves          | Celestina                                   |
| Jorge Dória              | Tomás Euclides Rodrigues                    |
| Diogo Vilela             | Danilo Ferreira (falso) / Anjo Exterminador |
| Marisa Orth              | Valquíria Silveira Bueno                    |
| Raul Gazolla             | Paco Gutierrez                              |
| Aracy Balabanian         | Dona Armênia Giovanni                       |
| Ary Fontoura             | Félix Goulart                               |
| Cláudio Correia e Castro | Arcanjo Gabriel                             |
| Louise Cardoso           | Gilda                                       |
| Emiliano Queiroz         | Quaresma                                    |
| Regina Braga             | Clarisse                                    |
| Cláudio Fontana          | Igor Silveira Bismark                       |
| Mylla Christie           | Ully Silveira Bismark                       |
| Flávio Silvino           | Hugo                                        |
| Tatiana Issa             | Yeda Silveira Bismark                       |
| Luigi Baricelli          | Zelito                                      |
| Paula Manga              | Sabrina                                     |
| Maria Cláudia            | Kelly Garcia                                |
| Gracindo Júnior          | Heitor Garcia                               |
| Jandir Ferrari           | Gino Giovanni / Gina                        |
| Gerson Brenner           | Gerson Giovanni                             |
| Marcello Novaes          | Geraldo Giovanni (Gera)                     |
| Paulo César Grande       | Wagner                                      |
| Cristina Mutarelli       | Laureta Gutierrez                           |
| Eduardo Martini          | Querubim                                    |
| Carmem Verônica          | Xena Gusmão                                 |
| Adelaide Chiozzo         | Juscelina                                   |
| Oscar Magrini            | Marco                                       |
| Jairo Mattos             | Ivan                                        |
| Mauro Porrino            | Gilson                                      |
| Edgard Amorim            | Jasão                                       |
| Cléa Simões              | Pérola                                      |
| Hilda Rebello            | Violante                                    |
| Yeda Dantas              | Aurora                                      |
| João Rebello             | Nicolau Silveira Bueno                      |
| Fernanda Rodrigues       | Maria Eduarda Garcia (Duda)                 |

### Participações especiais
| Interprete             | Personagem                                                   |
| ---------------------- | ------------------------------------------------------------ |
| Jorge Fernando         | Brasil                                                       |
| Débora Bloch           | Roberta                                                      |
| Maria Amélia Brito     | Eugênia Bismark (aparece apenas em fotos)[carece de fontes?] |
| Luiz Guilherme         | Otávio Ferraz                                                |
| Fábio Junqueira        | Oswaldo                                                      |
| Maurício do Valle      | Delegado Esteves                                             |
| Marcos Wainberg        | Dr. Lacerda                                                  |
| Marcela Muniz          | Edith                                                        |
| Márcio Ehlich          |                                                              |
| Elizabeth Henreid      | Minouche                                                     |
| Carvalhinho            | Joca                                                         |
| Carlos Kroeber         | Alberto                                                      |
| Carlos Zara            | Dr. Alfredo                                                  |
| Ítalo Rossi            | Maurício Stein                                               |
| Benjamin Cattan        | Alberto                                                      |
| Hélio Ary              | Dr. Jamil                                                    |
| Norma Geraldy          | Dolores Sierra                                               |
| Maria Helena Pader     | Carmen                                                       |
| Mauro Gorini           | Beto Pires                                                   |
| Rodolfo Bottino        | Rombole                                                      |
| Solange Couto          | Manon                                                        |
| Lulu Pavarin           | Nagiba Boca de Bule                                          |
| Jussara Moreira        | Antonácia Pasqualim                                          |
| Paulo Reis             | Edmar                                                        |
| Lucy Fontes            | Gina                                                         |
| Paulo Gracindo         | anjo americano                                               |
| Odete Lara             | anja americana                                               |
| Célia Biar             | anja francesa                                                |
| Ruth Escobar           | anja portuguesa                                              |
| Ilka Soares            | esposa do Dr. Alfredo                                        |
| Juan Daniel            | padre                                                        |
| Roberto Lopes          | policial                                                     |
| Dary Reis              | delegado de São José do Barreiro                             |
| Sílvia Salgado         | diretora da escola de Nicolau                                |
| Leina Krespi           | vizinha de Armênia no bairro Santana                         |
| Luiz Baccelli          | catraieiro                                                   |
| Malu Valle             | advogada de Baby                                             |
| Marcelo Barros         | amigo de Igor                                                |
| Waldemar Berditchevsky | ascensorista do elevador do céu                              |
| Zeni Pereira           | Safira                                                       |
| Faustão                | ele mesmo                                                    |

## Produção
Lançada numa época de grande crise política por causa dos escândalos do então presidente Fernando Collor de Mello, a telenovela abordou críticas ao cenário da época dentro da própria história.
A principal crítica política esteve na abertura, que mostrava pessoas de alta sociedade em uma festa que logo era inundada por uma lama. Para fazer essa abertura, a equipe de produção não usou lama de verdade, mas sim uma mistura de isopor ralado, tinta preta, anilina e álcool. Ao todo foram utilizadas cinco câmeras e as gravações só dessa abertura demoraram oito dias para serem concluídas.
Porém, após o impeachment do presidente Fernando Collor, as críticas políticas ficaram esvaziadas. Houve uma aposta de que mesmo assim  história seguiria criticando a política e a desonestidade que cobria o pais, mas isso não aconteceu. Silvio de Abreu resolveu apostar mais na comédia e em dramas.
Enquanto atuava em Deus nos Acuda, no horário das 19 horas, o ator Raul Gazolla que interpretava o personagem "Paco Gutierrez" teve sua então esposa Daniella Perez assassinada em 28 de Dezembro de 1992, que atuava na novela das 20 horas, De Corpo e Alma.

## Exibição

### Reprise
Foi reexibida de forma compacta, com 80 capítulos, pelo Vale a Pena Ver de Novo de 8 de novembro de 2004 a 25 de fevereiro de 2005, substituindo Terra Nostra e sendo substituída por Laços de Família.
A novela Maria do Bairro, do SBT, até dezembro de 2004 derrotava a reprise de Deus Nos Acuda, durante os trinta minutos em que havia coincidência de horários. Durante toda a última semana de novembro de 2004, a liderança foi do SBT, com média de 16 pontos contra 14 da Globo.

## Trilha sonora

### Nacional
Capa: Cláudia Raia
| N.º | Título                          | Música             | Personagem                  | Duração |  |
| 1.  | "Não Olhe Assim"                | Leandro & Leonardo | Ully                        | 3:15    |  |
| 2.  | "Rio e Canoa"                   | Fábio Jr.          | Paco                        | 4:21    |  |
| 3.  | "Ainda Lembro" (part. Ed Motta) | Marisa Monte       | Ricardo                     | 4:00    |  |
| 4.  | "Deus Nos Acuda"                | Tadeu Matthias     | Locação: Santos             | 3:11    |  |
| 5.  | "Vento Ventania"                | Biquíni Cavadão    | Igor                        | 4:18    |  |
| 6.  | "Falso"                         | Brigitte           | Tomás                       | 3:22    |  |
| 7.  | "Heaven Seven"                  | A Caverna          | Celestina                   | 2:53    |  |
| 8.  | "Brigas" (part. Cauby Peixoto)  | Altemar Dutra      | Félix e Gilda               | 3:10    |  |
| 9.  | "La Barca"                      | Luis Miguel        | Ricardo e Maria Escandalosa | 3:28    |  |
| 10. | "Maria Escandalosa"             | Ney Matogrosso     | Maria Escandalosa           | 3:06    |  |
| 11. | "Taça de Veneno"                | Guilherme Arantes  | Elvira                      | 4:10    |  |
| 12. | "Paixão Esquecida"              | Yahoo              | Clarisse                    | 4:50    |  |
| 13. | "Canta Brasil"                  | Gal Costa          | Abertura                    | 3:13    |  |
| 14. | "Balada do Otto"                | A Caverna          | Otto                        | 2:50    |  |

### Internacional
Capa: Edson Celulari
| N.º | Título                                                | Música              | Personagem                  | Duração |  |
| 1.  | "Would I Lie To You"                                  | Charles & Eddie     | Kelly                       | 3:36    |  |
| 2.  | "Mr. Loverman"                                        | Shabba Ranks        | Gerson                      | 5:38    |  |
| 3.  | "Friday I'm in Love"                                  | The Cure            | Geraldo                     | 3:30    |  |
| 4.  | "Bang Bang"                                           | David Sanborn       | Maria Escandalosa           | 4:00    |  |
| 5.  | "I Fall All Over Again"                               | Dan Hill            | Paco e Clarisse             | 4:13    |  |
| 6.  | "I Get a Kick Out Of You" (part. Oscar Peterson Trio) | Louis Armstrong     | Baby                        | 4:16    |  |
| 7.  | "Hard Fight"                                          | Lorrie Company      | Geral                       | 2:22    |  |
| 8.  | "Crybaby"                                             | Information Society | Ricardo e Maria Escandalosa | 5:08    |  |
| 9.  | "My Lovin' (You're Never Gonna Get It)"               | En Vogue            | Locação: Santos             | 4:42    |  |
| 10. | "You Won't See Me Crying"                             | Wilson Phillips     | Ully                        | 3:48    |  |
| 11. | "Work To Do"                                          | Vanessa Williams    | Locação: São Paulo          | 4:38    |  |
| 12. | "Good Enough"                                         | Bobby Brown         | Gino                        | 4:58    |  |
| 13. | "Decadence Avec Elegance"                             | Deborah Blando      | Sabrina                     | 3:18    |  |
| 14. | "Frantic Temptation"                                  | Peter Trad          | Elvira                      | 2:48    |  |

## Prêmios
Troféu APCA (1992):
- Melhor ator coadjuvante - Jorge Dória

Troféu Imprensa
- Melhor atriz - Glória Menezes